# 아와후쿠이역
아와후쿠이역(일본어: 阿波福井駅 あわふくいえき[*])은 일본 도쿠시마현 아난시에 위치한 시코쿠 여객철도 무기 선의 철도역이다. 역 번호는 M17이며, 단선 승강장 1면 1선의 구조를 갖춘 지상역이다.

## 역 주변
- 국도 제55호선

## 역사
- 1937년 6월 27일 : 개업.
- 1987년 4월 1일 : 일본국유철도 분할 민영화에 의해, 시코쿠 여객철도가 승계.

## 인접 역
| 시코쿠 여객철도 무기 선     | 시코쿠 여객철도 무기 선 | 시코쿠 여객철도 무기 선 |
| --------------------------- | ----------------------- | ----------------------- |
| M 16 아라타노 도쿠시마 방면 | 무기 선                 | 유키 M 18 가이후 방면   |